# 70인의 여죄수
"70인의 여죄수"는 한국에서 제작된 고영남 감독의 1974년 영화이다. 유영국 등이 주연으로 출연하였고 김태수 등이 제작에 참여하였다.

## 출연

### 주연
- 유영국
- 윤소라
- 한문정